# 아르파 (일 칸국)
아르파 칸(페르시아어·아랍어: ارپا خان Arpā Khān, 몽골어: Арпа хан, ? ~ 1336년)은 이란의 10번째 일 한국의 칸이었다. 아르파는 툴루이의 후손이지만 훌레구가 아니라 아리크 부케의 후손으로, 아리크 부케의 차남 멜릭 테무르의 증손이며 밍 칸의 손자이고, 쇠세의 아들이었다. 때문에 아르파 케운(몽골어: Арпа Кэүн Arpā keʾün, 페르시아어·아랍어: ارپا كاون Arpā Kaʾun; 몽골어: Кэүн keʾün: ‘아들’ 즉, 군주의 혈통)이라 불리었다. 그의 증조부 멜릭 테무르는 원 성종 테무르 사후, 안서왕 아난다를 지지했다가 1307년 원 무종 카이산에 의해 처형당했다. 아르파는 할아버지 밍 칸과 함께 1308년에 중앙아시아에서 이란으로 이주하였다.

## 생애
메릭 테무르와 에메겐 카툰의 아들 밍 칸은 1306년 여름 올제이투 칸 통치기간 중에 일 한국에 도착했다는 설도 있다. 그는 아미르 추판(1227년 사망)의 미망인이자, 울제이투의 딸, 아부 사이드의 누이인 샤티 벡 공주와 결혼하였다. 샤티 벡 공주는 훌라구의 아들 아르파 칸의 증손녀로, 아르파 케운과는 부계로 8촌간이었다.
일칸 아부 사이드가 후계자 없이 죽자, 그의 재상 기야스 알딘 무함마드 이븐 라시드 알딘 하마다니가 아르파를 1335년 12월 5일에 카라바으에서 옹립하였는데, 그 왕호는 무에즈 알둔야 왈딘 마흐무드로 하였다. 그러나 아르파 칸의 즉위는 아부 사이드의 아내 딜샤드 하툰이나 어머니 하즈 하툰의 반발을 불러일다. 하즈 하툰은 오빠인 오이라트의 수령 알리 파드샤를 부추겨 반란을 일으키게끔 했다. 아르파 칸은 모두의 버림을 받았고, 결국 1336년 3월 15일, 우잔에서 처형당했다. 아르파 칸은 일칸들 가운데 마지막으로 통치에 정력을 보였던 군주로, 이후의 일칸들은 사실상 잘라이르 왕조나 추판 왕조의 꼭두각시에 지나지 않았다.